# Pseudomocena albens
Pseudomocena albens är en fjärilsart som beskrevs av Erich Martin Hering 1957. Pseudomocena albens ingår i släktet Pseudomocena och familjen snigelspinnare. Inga underarter finns listade i Catalogue of Life.